# 窯ぐれ女
『窯ぐれ女』（かま-おんな）は、東海テレビ制作のフジテレビ系列で、1969年3月31日～6月27日に放送された昼ドラマである。

## 概要
瀬戸の名陶工、加藤慶助と、陶器に惹かれ加藤に弟子入りする浅草今戸の瓦焼窯元の娘、信乃の、陶器にかける情熱を描く。
東海テレビは第1作「雪燃え」以来、当枠は自前でスタジオ収録していたが、今作を最後に製作体制を転換し、次作からは東京の製作会社に外注する番組となった。

## キャスト
- 松本信乃…大空真弓
- 加藤慶助…山形勲
- 加藤清高…勝呂誉
- 信乃の妹…菊容子

## スタッフ
- 原作:川口松太郎 『窯ぐれ女』(毎日新聞社 1968年)
- 脚本:椎名龍治
- 音楽:冨田勲
- 演出:平松敏男